# Risque sismique en Savoie
Le risque sismique en Savoie est un des risques majeurs auxquels est soumis le département de la Savoie, en région Auvergne-Rhône-Alpes. Il se caractérise par l'aléa sismique auquel est exposé le département, la potentialité qu'un séisme puisse porter atteinte à sa population et à ses infrastructures, en fonction de leur vulnérabilité à ce phénomène.
Les 292 communes du département sont toutes classées comme présentant un risque sismique de niveau 3 voire 4 sur une échelle de 5. La vallée d'Aix-les-Bains et Chambéry, principale zone urbaine du département, présente un risque de niveau 4 soit « modéré ». Selon la catégorie des bâtiments, « la norme impose diverses mesures pour rigidifier les structures porteuses : il s’agit notamment de nouveaux raidisseurs à inclure dans le gros œuvre, d’un chaînage particulier, de contreventements dans les charpentes, qui impactent principalement les postes fondation, maçonnerie et charpente. » selon L’Essor.

## Histoire
La Maurienne est concernée par des essaims de séismes, le premier au milieu du XIXe siècle et le second au milieu des années 2010.
Le 12 mars 2022 se produit une secousse de magnitude 4,5 et dont l'épicentre se trouve à Mercury, au nord-ouest d'Albertville. La secousse qui ne provoque ni dégât matériel, ni blessé est bien ressentie dans la région d'Albertville, d'Annecy, de Chambéry et dans la vallée de la Tarentaise et plus faiblement dans le reste des deux Savoie jusqu'au bord du Léman et en Isère, jusqu'à Grenoble.